# Marcel Dierkens
Pour les articles homonymes, voir Dierkens.
Marcel Dierkens, né le 3 septembre 1925 à Arsdorf (Luxembourg) et mort le 19 septembre 2008 à Ostende (Flandre-Occidentale), est un coureur cycliste à double nationalité luxembourgeois et belge. Il est professionnel de 1948 à 1956.

## Palmarès
- 1946
  - 2e de Gand-Ypres
- 1950
  - 2e du Circuit des Ardennes flamandes – Ichtegem
- 1952
  - Flèche hesbignonne-Niel et Saint-Trond
  - Circuit des Trois Provinces (Avelgem)
  - Coupe Sels
  - Flèche de Hesbaye
  - 2e de la Wingene Koers
  - 3e du Grand Prix du 1er mai - Prix d'honneur Vic De Bruyne
- 1953
  - Circuit des Ardennes flamandes – Ichtegem

## Résultats sur les grands tours

### Tour de France
2 participations
- 1953 : abandon (14e étape)
- 1954 : 69e et lanterne rouge